# In the Middle
In the Middle – trzeci singel Sugababes z ich trzeciego studyjnego albumu Three. Wydany w marcu 2004 roku, zadebiutował na 8 miejscu brytyjskiej listy przebojów.

## Lista utworów
| #   | Tytuł                        | Długość |
| --- | ---------------------------- | ------- |
| CD1 |                              |         |
| 1.  | "In the Middle (Radio Edit)" | 3:38    |
| 2.  | "Disturbed"                  | 3:52    |

| #   | Tytuł                                             | Długość |
| --- | ------------------------------------------------- | ------- |
| CD2 |                                                   |         |
| 1.  | "In the Middle"                                   | 3:54    |
| 2.  | "Colder in the Rain"                              | 4:34    |
| 3.  | "In the Middle (Ruff & Jam MetalTronik Mix Edit)" | 5:43    |
| 4.  | "In the Middle (Hyper Remix Edit)"                | 8:19    |
| 5.  | "In the Middle" (video)                           | 3:54    |

## Listy przebojów
| Lista           | Pozycja | Sprzedaż |
| --------------- | ------- | -------- |
| Polska          | 3       |          |
| Holandia        | 7       |          |
| Wielka Brytania | 8       | 44,000   |
| Irlandia        | 13      |          |
| Szwajcaria      | 23      |          |
| Austria         | 27      |          |
| Niemcy          | 29      |          |
| Australia       | 33      |          |